# USS Cates (DE-763)
USS Cates (DE-763) là một tàu hộ tống khu trục lớp Cannon từng phục vụ cùng Hải quân Hoa Kỳ trong Chiến tranh Thế giới thứ hai. Nó là chiếc tàu chiến duy nhất của Hải quân Hoa Kỳ được đặt cái tên này, theo tên thủy thủ William Finnic Cates (1916-1942), người từng phục vụ trên tàu tuần dương hạng nặng San Francisco (CA-38), đã tử trận trong trận Hải chiến Guadalcanal vào ngày 12 tháng 11, 1942 và được truy tặng Huân chương Chữ thập Hải quân. Nó đã phục vụ cho đến khi chiến tranh kết thúc, xuất biên chế năm 1947, rồi được chuyển cho Hải quân Pháp năm 1950, và tiếp tục phục vụ như là chiếc Soudanais (F722) cho đến năm 1959. Con tàu bị tháo dỡ sau đó.

## Thiết kế và chế tạo
Lớp Cannon có thiết kế hầu như tương tự với lớp Buckley dẫn trước; khác biệt chủ yếu là ở hệ thống động lực Kiểu DET (diesel electric tandem). Các động cơ diesel đặt nối tiếp nhau dẫn động máy phát điện để cung cấp điện năng quay trục chân vịt cho con tàu. Động cơ diesel có ưu thế về hiệu suất sử dụng nhiên liệu, giúp cho lớp Cannon cải thiện được tầm xa hoạt động, nhưng đánh đổi lấy tốc độ chậm hơn.
Vũ khí trang bị bao gồm ba pháo 3 in (76 mm)/50 cal trên tháp pháo nòng đơn có thể đối hạm hoặc phòng không, một khẩu đội pháo phòng không Bofors 40 mm nòng đôi và tám pháo phòng không Oerlikon 20 mm. Vũ khí chống ngầm bao gồm một dàn súng cối chống tàu ngầm Hedgehog Mk. 10 (có 24 nòng và mang theo 144 quả đạn); hai đường ray Mk. 9 và tám máy phóng K3 Mk. 6 để thả mìn sâu. Con tàu vẫn giữ lại ba ống phóng ngư lôi Mark 15 21 inch (533 mm). Thủy thủ đoàn đầy đủ bao gồm 15 sĩ quan và 201 thủy thủ.
Cates được đặt lườn tại xưởng tàu của hãng Tampa Shipbuilding Company ở Tampa, Florida vào ngày 1 tháng 3, 1943. Nó được hạ thủy vào ngày 10 tháng 10, 1943, được đỡ đầu bởi bà P. Dyer, và nhập biên chế cùng Hải quân Hoa Kỳ vào ngày 15 tháng 12, 1943 dưới quyền chỉ huy của Hạm trưởng, Đại úy Hải quân George Ash Prouse.

## Lịch sử hoạt động

### USSCates
Cates được điều động để phục vụ cùng Hạm đội Đại Tây Dương. Từ ngày 27 tháng 2 đến ngày 1 tháng 5, 1944, nó đã hộ tống cho hai đoàn tàu vận tải vận chuyển binh lính Hoa Kỳ vượt Đại Tây Dương sang các cảng Ireland và Wales, trong một nỗ lực tập trung lực lượng chuẩn bị cho cuộc Đổ bộ Normandy. Các chuyến đi này phải đối mặt với mối đe dọa thường trực của tàu ngầm U-boat Đức Quốc xã cũng như thời tiết Bắc Đại Tây Dương khắc nghiệt.
Sau một giai đoạn ngắn huấn luyện phối hợp cùng tàu ngầm tại căn cứ ở New London, Connecticut, cho đến hết năm 1944, Cates tiếp tục thực hiện thêm năm chuyến hộ tống vận tải vượt Đại Tây Dương khác, từ New York đến các cảng Ireland, Anh và Pháp. Nó chủ yếu hộ tống các tàu chở dầu vận chuyển nhiên liệu cần thiết nhằm đẩy nhanh tốc độ tấn công của lực lượng Đồng Minh tại Tây Âu. Sang đầu năm 1945, nó trải qua một giai đoạn huấn luyện ngắn tại Casco Bay, Maine, rồi quay trở lại nhiệm vụ hộ tống tàu chở dầu từ Boston, Massachusetts đến Scotland, và quay trở về New York vào ngày 18 tháng 2. Hai tuần sau, nó lên đường để hộ tống một đoàn tàu vận tải khác, nhưng được cho tách ra và quay trở về Earle, New Jersey để sửa chữa, rồi lại hoạt động huấn luyện tại Casco Bay.
Cates tiến hành tuần tra càn quét chống tàu ngầm trong hai tuần lễ dọc theo vùng bờ biển Đông Bắc Hoa Kỳ, rồi quay trở về New York vào ngày 20 tháng 4. Nó khởi hành bốn ngày sau đó hộ tống các tàu chở dầu đi sang Liverpool, Anh, rồi quay trở về New York cùng các tàu dầu rỗng vào ngày 23 tháng 5. Tuy nhiên, do chiến tranh đã chấm dứt tại Châu Âu, chiếc tàu hộ tống được chuẩn bị để điều sang Mặt trận Thái Bình Dương.
Cates lên đường đi sang vịnh Guantánamo, Cuba để huấn luyện ôn tập, rồi băng qua kênh đào Panama và đi đến Trân Châu Cảng vào ngày 31 tháng 7. Nó đang trong quá trình được đại tu và huấn luyện tại vùng biển quần đảo Hawaii khi Nhật Bản chấp nhận đầu hàng vào ngày 15 tháng 8 giúp kết thúc cuộc xung đột. Con tàu đi đến Eniwetok vào ngày 30 tháng 8, và trong sáu tháng tiếp theo đã hoạt động hộ tống vận tải phục vụ cho việc vận chuyển lực lượng chiếm đóng tại Viễn Đông. Nó từng ghé đến Philippines, Nhật Bản và Okinawa, cho đến khi lên đường vào ngày 18 tháng 2, 1946 để quay trở về Hoa Kỳ.
Sau hành trình đi ngang qua San Pedro, California để về đến Norfolk, Virginia, Cates di chuyển xuống phía Nam để hướng đến Green Cove Springs, Florida, đến nơi vào ngày 22 tháng 4. Nó đảm trách vai trò huấn luyện dự bị cho đến ngày 28 tháng 3, 1947, khi được cho xuất biên chế và được đưa về Hạm đội Dự bị Đại Tây Dương.

### Soudanais(F.722)
Sau hơn ba năm bị bỏ không trong thành phần dự bị, Cates được chuyển cho Pháp vào ngày 11 tháng 11, 1950 trong khuôn khổ Chương trình Viện trợ Quân sự.  Tên nó được cho rút khỏi danh sách Đăng bạ Hải quân Hoa Kỳ vào ngày 20 tháng 12, 1950. Con tàu tiếp tục phục vụ cùng Hải quân Pháp như là chiếc tàu frigate Soudanais (F.722) cho đến khi ngừng hoạt động và bị tháo dỡ vào năm 1959.

## Phần thưởng
Nguồn: Navsource Naval History
|  |  |  |
|  |  |  |

| Huân chương Chiến dịch Hoa Kỳ                      | Huân chương Chiến dịch Hoa Kỳ        | Huân chương Chiến dịch Châu Á-Thái Bình Dương | Huân chương Chiến dịch Châu Á-Thái Bình Dương |
| Huân chương Chiến dịch Châu Âu-Châu Phi-Trung Đông | Huân chương Chiến thắng Thế Chiến II | Huân chương Chiến thắng Thế Chiến II          | Huân chương Phục vụ Chiếm đóng Hải quân       |